# Cheiloneurus purpureiventris
Cheiloneurus purpureiventris är en stekelart som beskrevs av Girault 1915. Cheiloneurus purpureiventris ingår i släktet Cheiloneurus och familjen sköldlussteklar. Inga underarter finns listade i Catalogue of Life.